# Polygala oliverana
Polygala oliverana är en jungfrulinsväxtart som beskrevs av Arthur Wallis Exell och Mendonca. Polygala oliverana ingår i släktet jungfrulinssläktet, och familjen jungfrulinsväxter. Inga underarter finns listade i Catalogue of Life.